# Bad Reputation (película)
Bad Reputation es una película estadounidense de 2005, dirigida por Jim Hemphill y protagonizada por Angelique Hennessy, Jerad Anderson y Danielle Noble.

## Reparto principal
- Angelique Hennessy como Michelle
- Jerad Anderson como Aaron
- Danielle Noble como Wendy
- Mark Kunzman como Jake
- Kristina Conzen como Heather

## Recepción

### Crítica
La experimentada crítica Sarah E. Jahier describió el film como "una película fuerte y poderosa por el director y escritor Jim Hemphill".

### Premios y nominaciones
La película ganó el Premio del Público a la Mejor Película en el Festival de Cine de terror de Chicago.